# Hotel Rossija

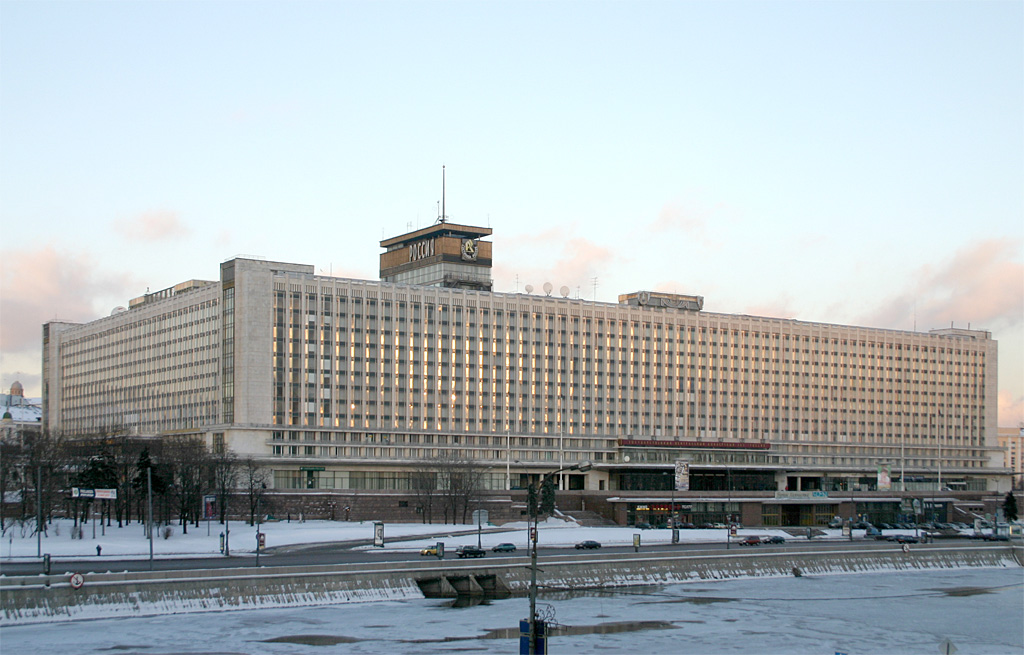
Het gebouw in 2004

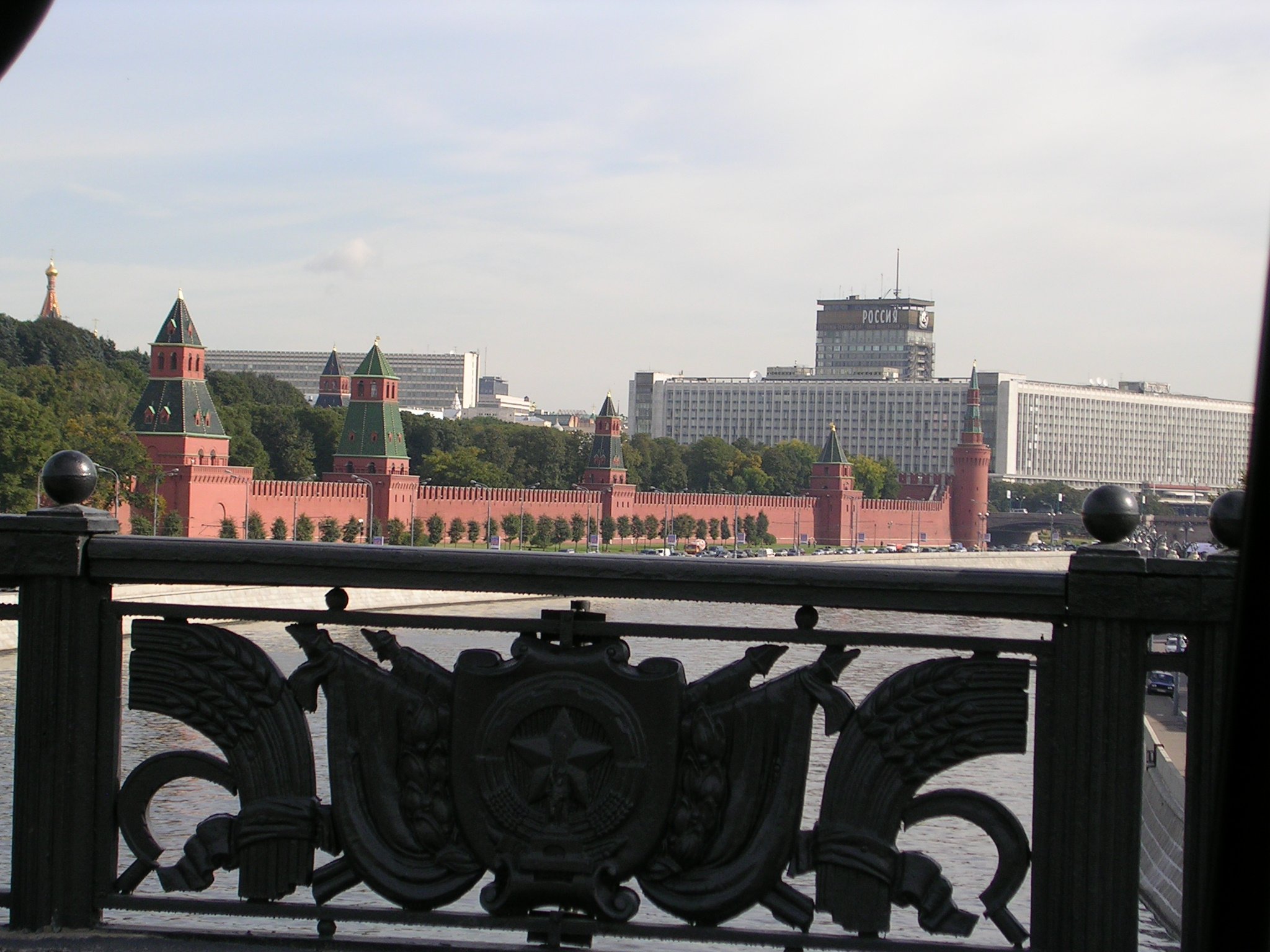
Het hotel gezien vanaf een brug over de Moskva. De afmetingen ten opzichte van het kremlin zijn hierop duidelijk zichtbaar

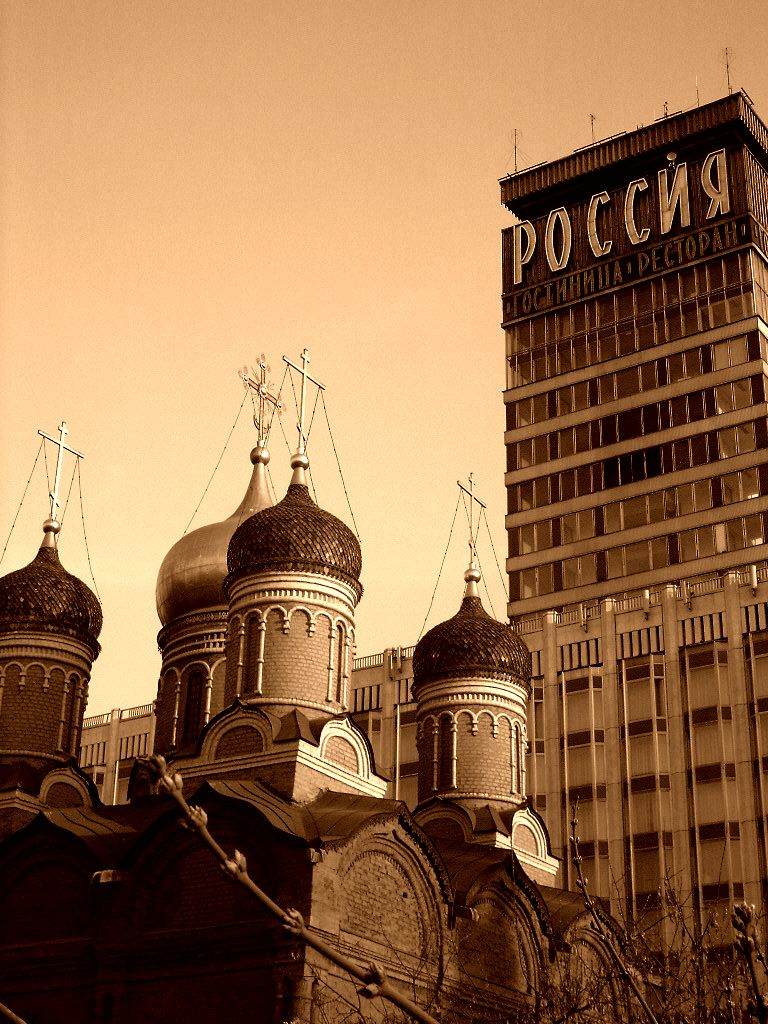
Oude kerk voor het hotel (2003)

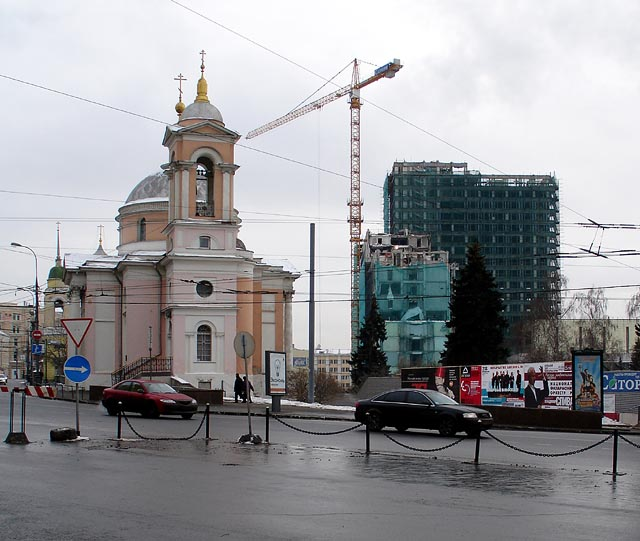
Sloop van het hotel (3 februari 2007)

Hotel Rossija (Russisch: Гостиница «Россия»; Gostinitsa 'Rossieja' ) was een hotel, dat van 1967 tot 2006 naast het Rode Plein, aan de Varvarkastraat 6 in het centrum van de Russische hoofdstad Moskou stond, in het historische district Zarjadje. Het hotel was bij oplevering het grootste hotel ter wereld. Bij de sluiting op 31 december 2005 was het nog altijd het grootste van Europa. De architect was Dmitri Tsjetsjoelin. In 2007 werd het gebouw gesloopt om plaats te maken voor een park.

## Bouw, architectuur en geschiedenis
De bouw begon in 1964 en werd voltooid in 1967. Het gebouw werd geplaatst op de fundamenten van een geschrapt eerder wolkenkrabberproject, dat de achtste van de Zeven Zusters had moeten worden, maar door de veranderde architectonische inzichten niet meer werd gebouwd. Voor het oorspronkelijke project waren reeds in de jaren 40 grote delen van het Moskouse district Zarjadje in de historische Kitaj-Gorod gesloopt. Door de bouw gingen vele 15e tot 18e-eeuwse gebouwen verloren en werd een groot -en in veler ogen ook erg lelijk- blok voor het historische Kremlin van Moskou geplaatst.
Hotel Rossija werd gebouwd in opdracht van eerste secretaris Nikita Chroesjtsjov. Chroesjtsjov wilde in alles het kapitalistische Amerika voorbij streven en het hotel kwam na de oplevering dan ook in het Guinness Book of Records als het grootste hotel ter wereld, een plaats die tot dan toe werd ingenomen door het Hilton Chicago. Tot de sluiting van het hotel in 2006 bleef Rossija het grootste hotel van Europa. Het hotel was bedoeld om de duizenden partijfunctionarissen die elk jaar naar Moskou kwamen te huisvesten.
Het vierkante hotel van 150 bij 250 meter werd gebouwd in een stijl die dicht tegen de Internationale Stijl aanlag en telde twaalf verdiepingen met 3182 kamers en 245 halve suites, waar 5300 mensen konden verblijven.
Elke verdieping telde vijf kilometer aan gangen. Door een verschil in hoogte tussen de Varvarkastraat en de oever van de Moskva van meer dan tien meter, moest een deel van het gebouw op een stylobaat worden geplaatst.
De vorm van de gevels was geaccentueerd door het patroon van de ramen, die waren omlijst met aluminium en door de lichtinval. De stylobaat was bedekt met gepolijst bruin graniet. De noordelijke gevel aan de Vavarkastraat werd gekroond met een toren van 23 verdiepingen en de zuidelijke gevel aan de oever van de Moskva werd onderverdeeld door een wandelgalerij. In het zuidelijke deel werd in 1971 een concertzaal met 2500 plaatsen geopend en in de stylobaat eronder (waar zich eerder een enorme schuilkelder uit de Tweede Wereldoorlog bevond), werd de bioscoop Zarjadje ingericht met twee zalen en 1500 plaatsen. Daarnaast telde het hotel in de loop van de tijd een postkantoor, kuuroord, tientallen restaurants, een aantal casino's, nachtclubs, een autodealer en een ondergrondse kartbaan.
Op 25 februari 1977 woedde een grote brand in het gebouw, die door onduidelijke oorzaak tegelijkertijd uitbrak op de vijfde en elfde verdieping en razendsnel om zich heen greep. Bij de brand kwamen 42 mensen om het leven en raakten 50 gewond. Het gebouw zelf raakte zwaar beschadigd. Hoewel er aanleiding was tot verdenking van brandstichting, is de oorzaak van de brand nooit opgehelderd.
Na de val van de Sovjet-Unie werd het hotel verbouwd en richtte het zich op groepen toeristen. Het aantal personeelsleden daalde toen van vijfduizend naar drieduizend. De stad groeide echter sterk in de jaren 90 en de grondprijzen stegen tot astronomische hoogten. Hierdoor werd het hotel steeds meer een achtergebleven bouwsel tussen de soms kapitale nieuwe bouwprojecten die rondom verrezen. Toen ook het Intouristhotel en het Moskvahotel werden gesloopt en het hotel steeds meer een aftands imago kreeg met prostituees, casino's en de service nog steeds spartaans bleef inclusief de 'dezjoernaja' (een vrouw die de sleutels in ontvangst nam en gasten die te laat terugkwamen trakteerde op een tirade), leken de dagen geteld.

## Sloop en nieuwe plannen

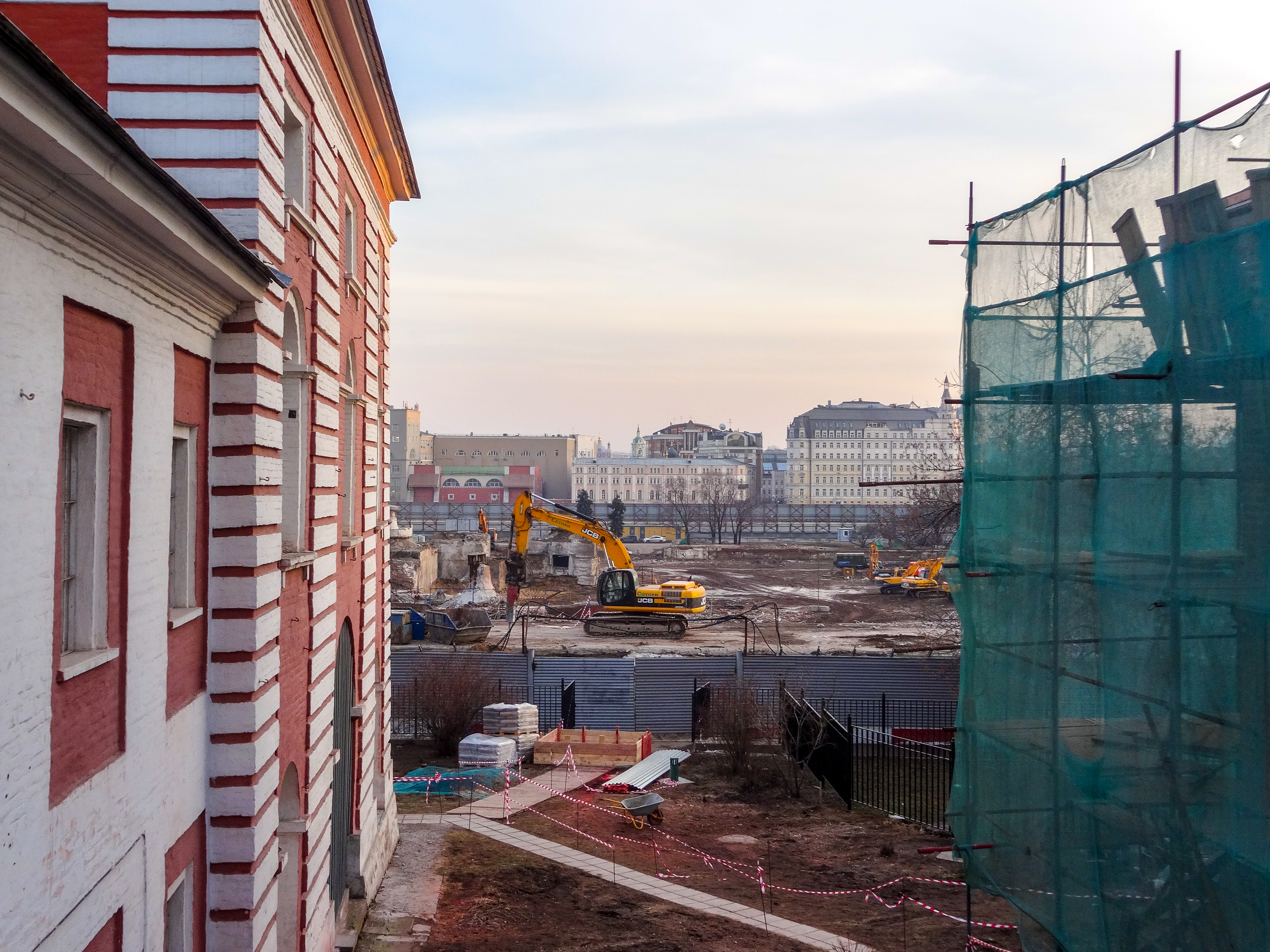
Afbraak van de restanten van Rossiya Hotel vóór de bouw van Zaryadye Park. Maart 2015

Uiteindelijk viel het doek voor het gebouw op 1 januari 2006, toen burgemeester Loezjkov het gebouw liet sluiten en opdracht gaf het te slopen om plaats te maken voor nieuwe plannen. Waar Loezjkov meestal kritiek kreeg op zijn grootschalige nieuwbouwplannen doordat er veel historische gebouwen bij sneuvelen, werd deze zet zelfs door zijn grootste critici verwelkomd. Het gebouw was simpelweg te groot voor de plek waarop het stond.
Volgens de laatste onderdirecteur van het gebouw overnachtten gedurende de tientallen jaren dat het hotel draaide officieel ruim zestien miljoen mensen in het gebouw en officieus nog meer. De laatste eigenaar kwam uit Tsjetsjenië.
De sloop bleek nog niet zo eenvoudig. Het gebouw kon niet worden opgeblazen in verband met de nabijheid van het Kremlin. Daarom werden de bovenste verdiepingen met behulp van torenkranen afgebroken en in delen naar beneden getakeld. Deze kranen moesten op speciaal daarvoor gemaakte kolommen worden geplaatst, omdat ze niet direct op de grond konden worden geplaatst in verband met het feit dat zich in de kelders onderstations en communicatie bevond. De panelen waaruit de muren van het gebouw waren opgebouwd wogen per stuk meer dan acht ton en vormden de steunpilaren waarop het hele gebouw rustte. Een gedeelte hiervan kon met de torenkranen worden verwijderd, maar een deel bevond zich in de dode zone van de kranen en moest daarom eerst doormidden worden gehakt. Met behulp van zware techniek werden vervolgens de onderste verdiepingen neergehaald. De sloop kostte omgerekend ongeveer 250 miljoen dollar.
Met de sloop werd het terrein omgevormd tot park, de bouw ervan kostte meer dan $ 480 miljoen. Het belangrijkste kenmerk van het park zijn de faciliteiten die verborgen liggen onder het landschap , terwijl het park zelf is verdeeld in vier klimaatzones: bos, steppe, toendra en rivieren. Bezoekers kunnen genieten van een uitzicht over de rivier dat 70 meter over de rivier de Moskou uitsteekt, een mediacentrum, een natuurcentrum, een restaurant, een markt, twee amfitheaters en een filharmonische concertzaal.
Een ander kenmerk van het nieuwe park is het schilderachtige uitzicht op het Kremlin. dat bezoekers kunnen bewonderen vanaf de zwevende brug over de rivier de Moskva. Het park werd in 2017 geopend.